# Серная вода

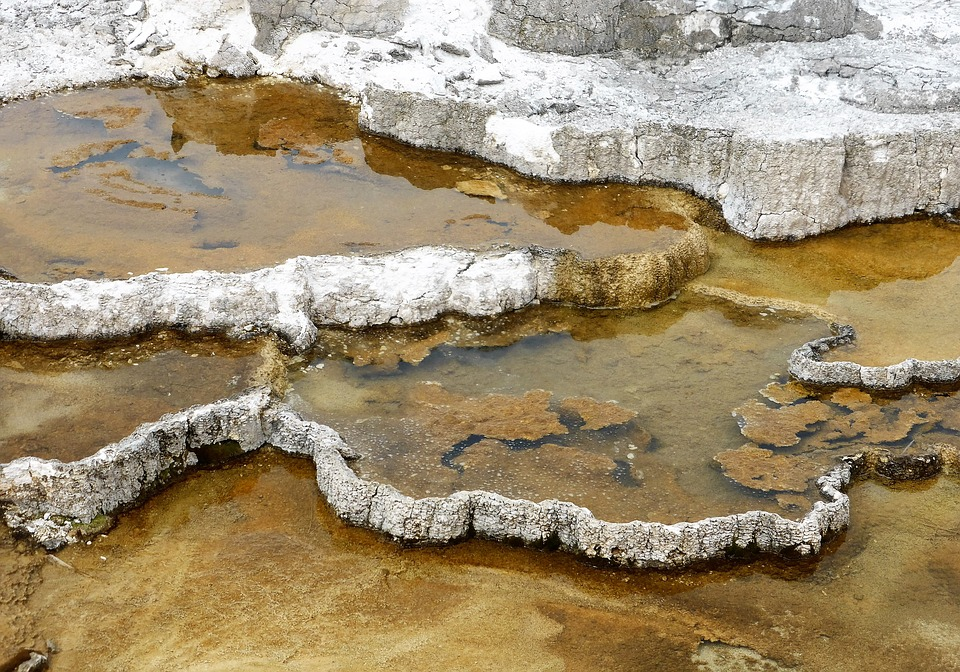
Вода сильно загрязнённая серой

Сернистая вода — состояние, при котором вода подвергается воздействию сероводородного газа, придающего отчётливый запах «тухлых яиц». Это состояние имеет разные цели в культуре, в зависимости от здоровья и последствий для сантехники.

## Химический состав
Сернистая вода состоит из растворённых минералов, содержащих сульфат. К ним относятся барит (BaSO 4), эпсомит (MgSO 4 7H 2 O) и гипс (CaSO 4 2H 2 0). Сообщается, что заметное изменение вкуса воды отличается от типа сульфата, воздействующего на воду. Для сульфата натрия от 250 до 500 мг/л, с сульфатом кальция от 250 до 1000 мг/л и сульфат магния от 400 до 600 мг/литр. Исследование Zoeteman показало, что наличие 270 мг сульфата кальция и 90 мг сульфата магния действительно улучшил вкус воды.

## Здоровье
Купание в воде с высоким содержанием серы или других минералов из-за ее предполагаемой пользы для здоровья известно как бальнеотерапия . Говорят, что они придают человеку, купающемуся в водах, «нестареющую красоту» и избавляют от болей.
В то время как люди смогли со временем адаптироваться к более высоким уровням концентрации, было обнаружено, что некоторые последствия употребления сернистой воды оказывают слабительное действие на людей, потребляющих воду с концентрацией сульфата 600 мг/л согласно исследованию Министерства здравоохранения США в 1962 г. Некоторые обнаруженные побочные эффекты включают обезвоживание с избыточным количеством сульфата натрия или магния в рационе человека согласно исследованию 1980 года, при этом некоторые группы населения, такие как дети и пожилые люди, рассматриваются как люди с более высоким риском.
Опрос был проведен в Северной Дакоте, США, чтобы лучше определить, существует ли прямая причинно-следственная связь слабительного эффекта с серой в питьевой воде.
| Сульфат концентрат в питьевой воде | Процент людей, которые сообщили о слабительном эффекте |
| ---------------------------------- | ------------------------------------------------------ |
| <500 мг сульфата на литр           | 21 %                                                   |
| 500-1000 мг сульфата на литр       | 28 %                                                   |
| 1000-1500 мг на литр               | 68 %                                                   |

Из этих данных был сделан вывод, что вода, содержащая более 750 мг сульфата на литр был обусловлен слабительным эффектом, а ниже 600 — нет.

### Обеспокоенность
По данным Агентства по охране окружающей среды (EPA) и Центров по контролю и профилактике заболеваний (CDC), употребление воды с высоким содержанием сульфатов может вызвать диарею, особенно у младенцев.

## Культурные последствия

### Сельское хозяйство

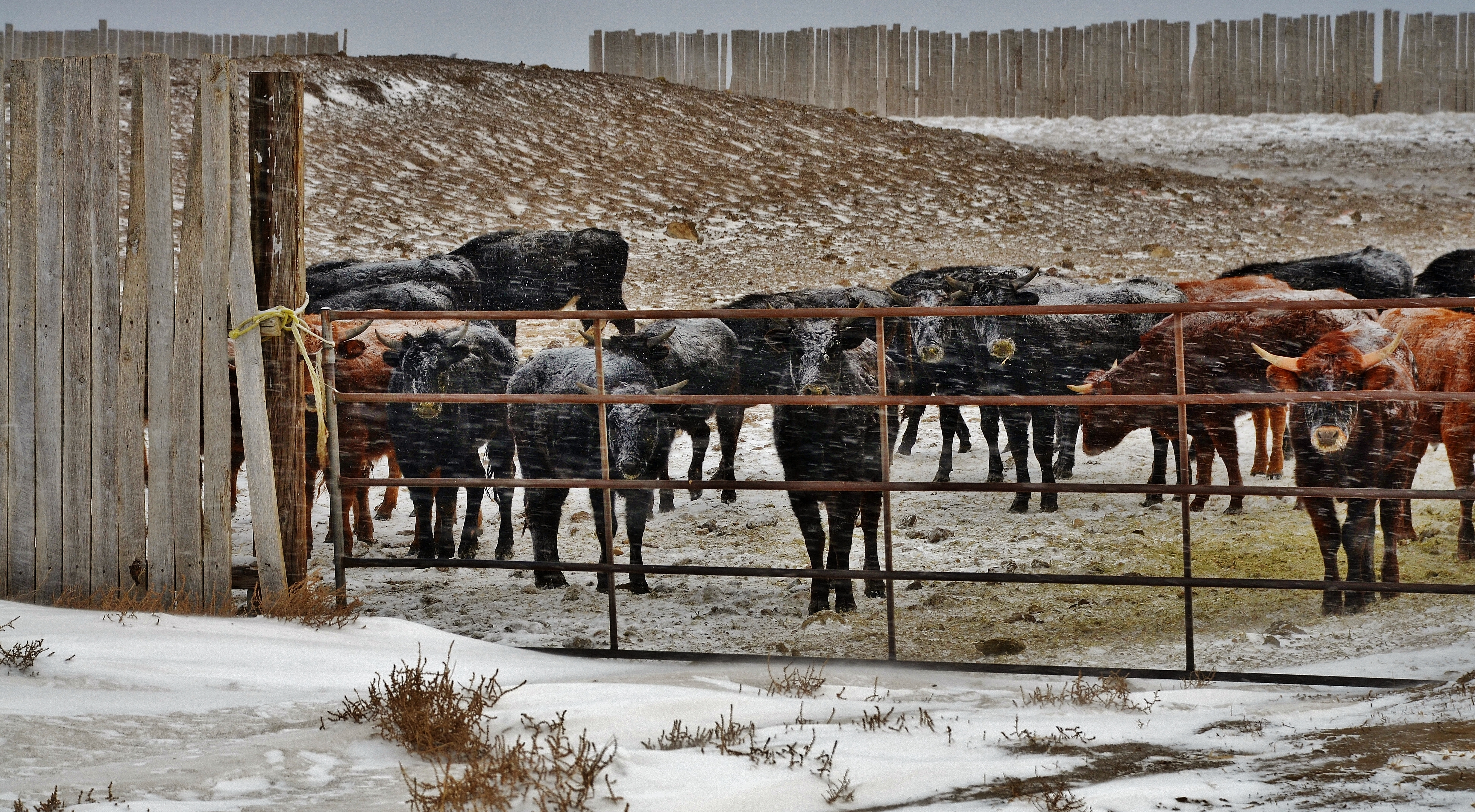
Крупный рогатый скот в Вайоминге

В Университете Вайоминга в Америке изучали сернистую воду, чтобы увидеть, какое влияние она может оказать на производительность бычков, находящихся на фуражной диете. Из-за того, что сера необходима для живых существ, поскольку она содержит незаменимые аминокислоты, которые используются для создания белков, сернистая вода, которая обычно встречается в западных штатах Америки, является основным источником серы в рационе стада. Однако, когда стадо пьёт воду с высоким содержанием серы, жвачные животные могут заболеть полиэнцефаломаляцией, вызванной серой (sPEM), которая является неврологическим расстройством. Из-за этого открытия исследование пытается достичь цели найти пищевую добавку, которую можно использовать для противодействия негативным последствиям для здоровья быков.
Чтобы уменьшить содержание серы в рационе жвачных животных, бактерии рубца расщепляют излишки, в результате чего образуется сероводород, который растворим в воде, но с повышением температуры растворимость снижается, что приводит к повторному вдыханию сероводорода животным, вызывая полиоэнцефаломаляцию, вызванную серой. В исследовании была предпринята попытка решить эту проблему путём введения клиноптилолита в рацион стада, но были обнаружены неубедительные доказательства, требующие дальнейшего изучения влияния клиноптилолита на метаногенез и биогидрирование.

### Серные источники

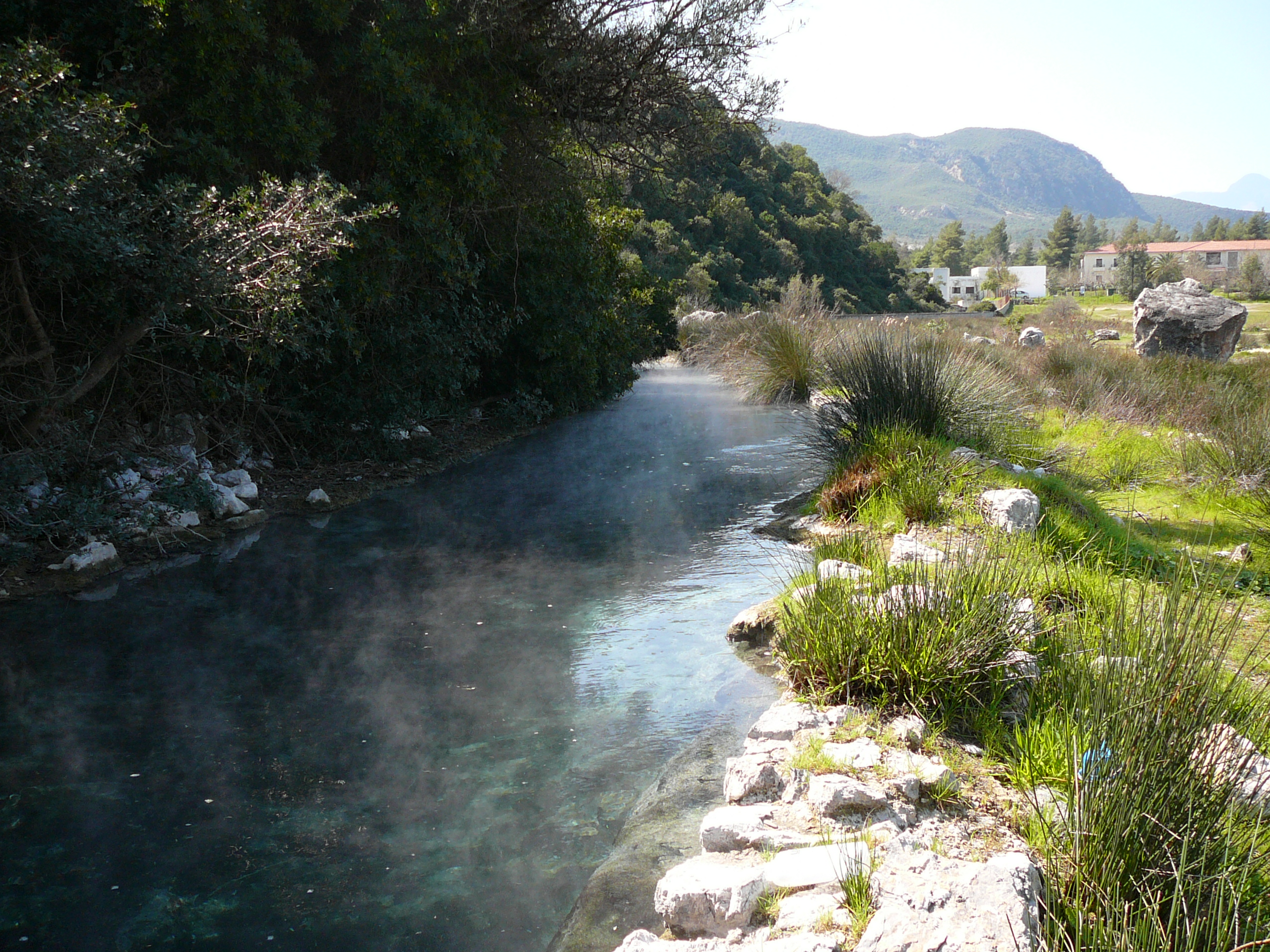
Серный источник в Фермопилах

Также считается, что серная вода очень полезна для здоровья, поскольку источники серной воды являются обычным явлением во многих культурах. Такие источники можно найти во многих странах, таких как Новая Зеландия, Япония и Греция. Эти серные источники часто образуются из-за местной вулканической активности, которая способствует нагреву близлежащих водных систем. Это связано с тем, что вулканы выделяют водяной пар, сильно заключенный в металлы, одним из которых является диоксид серы.
В Новой Зеландии Северный остров прославился в 1800-х годах, когда его ванны нагревались естественным образом из вулкана недалеко от города Роторуа . Есть 28 спа-бассейнов, в которых посетители могут понежиться, наряду с серными грязевыми ваннами.
Еще одним известным источником является источник в Греции, Фермопилы, что означает «горячие источники» и получил свое название от своих источников, так как считалось, что это вход в Аид .

## Причина и лечение
Состояние указывает на высокий уровень сульфатредуцирующих бактерий в водопроводе. Это может быть связано с использованием колодезной воды, плохо очищенной городской воды или загрязнением водонагревателя.
Существуют различные методы обработки серы в воде. Эти методы включают
1. Фильтрация воды с помощью угольного фильтра (полезно для очень небольшого количества сероводорода)
2. Фильтрация воды через канистру из зеленого песка, покрытого оксидом марганца.
3. Аэрация воды
4. Хлорирование воды (можно использовать для очистки больших количеств сероводорода)

## Уровни серы в воде по всему миру
По данным Глобальной системы мониторинга окружающей среды для пресной воды (GEMS/Water), типичная пресная вода содержит около 20 мг/л серы и может варьироваться от 0 до 630. мг/л в реках от 2 до 250 мг/л в озерах и от 0 до 230 мг/л в подземных водах .
Было обнаружено, что в канадских дождях концентрация сульфатов составляет 1,0 и 3,8. мг/л в 1980 г., найденные в исследовании Франклина, опубликованном в 1985 г. Западная Канада в реках колеблется от 1 до 3040. мг/л, большинство концентраций ниже 580 мг/литр согласно результатам Environment Canada в 1984 г. В Центральной Канаде уровни были такими же высокими, как и в Саскачеване, средний уровень составлял 368 человек. мг/л в питьевой воде из подземных источников и 97 мг/л в поверхностных водах с диапазоном 32170 мг/литр.
Исследование, проведенное в Канаде показало, что обработка для снижения содержания серы в питьевой воде фактически увеличила ее содержание. Это было проведено в Онтарио, где средний уровень серы составлял 12,5. мг/л без обработки и 22,5 мг/л после обработки.
В Нидерландах было менее 150 мг/л концентрации серы в подземных водах. 65 % водоочистных сооружений сообщили, что уровень содержания серы в питьевой воде был ниже 25 мг/литр, согласно исследованию Dijk-Looijaard & Fonds в 1985 г.
В 1970 году в США была служба общественного здравоохранения для измерения уровня сульфатов в источниках питьевой воды в девяти различных географических районах. В результате был сделан вывод о том, что все 106 проб поверхностных вод, из которых были взяты пробы, содержали сульфаты, а также 645 из 658 проверенных месторождений подземных вод. Уровни серы, которые были обнаружены, варьировались от менее 1 мг/л до 770.

## Среда
Из-за того, что сульфаты используются в промышленных продуктах, они часто попадают в водоснабжение в окружающей среды. Сюда входят шахты, текстильные фабрики и другие промышленные процессы, в которых используются сульфаты. Сульфаты, такие как магний, калий и натрий, хорошо растворяются в воде, что создает сернистую воду, в то время как другие сульфаты на основе металлов, такие как кальций и барий, менее растворимы. Атмосферный диоксид серы также может заражать поверхностные воды, а триоксид серы может соединяться с водяным паром в воздухе и вызывать дождь из серной воды, или то, что в просторечии известно как кислотный дождь.